# بورجو فيلينو
بورجو فيلينو، تعتبر بورجو فيلينو بلدية في مقاطعة رييتي في منطقة لاتيوم، بإيطاليا. تقع على بعد حوالي 70 كيلومتراً (43 ميلًا) شمال شرق روما وحوالي 15 كيلومتراً (9 ميل) شرق مدينة رييتي. تبلغ مساحتها 17.3 كيلومتر مربع (6.7 ميل مربع)، واعتباراً من 31 ديسمبر 2010 كان عدد سكانها 1004 نسمة. حتى عام 1927 ، كان بورجو فيلينو جزءً من مقاطعة لاكويلا في أبروتسو. يقع بالقرب من موقع قرية سابين الرومانية السابقة أو المسماة بالبكر (العذراء). تم العثور على أطلال نادرة لهذه القرية القديمة، التي يشغلها الآن حقل زراعي، بالقرب من وبرج قائم من العصور الوسطى. بورجو فيلينو هي مسقط رأس جوليو بيزولا، الخارج عن القانون سيئ السمعة من القرن السابع عشر.

تحد بورجو فيلينو البلديات كل من: Antrodoco , Castel Sant'Angelo , Cittaducale , Fiamignano , Micigliano , Petrella Salto.

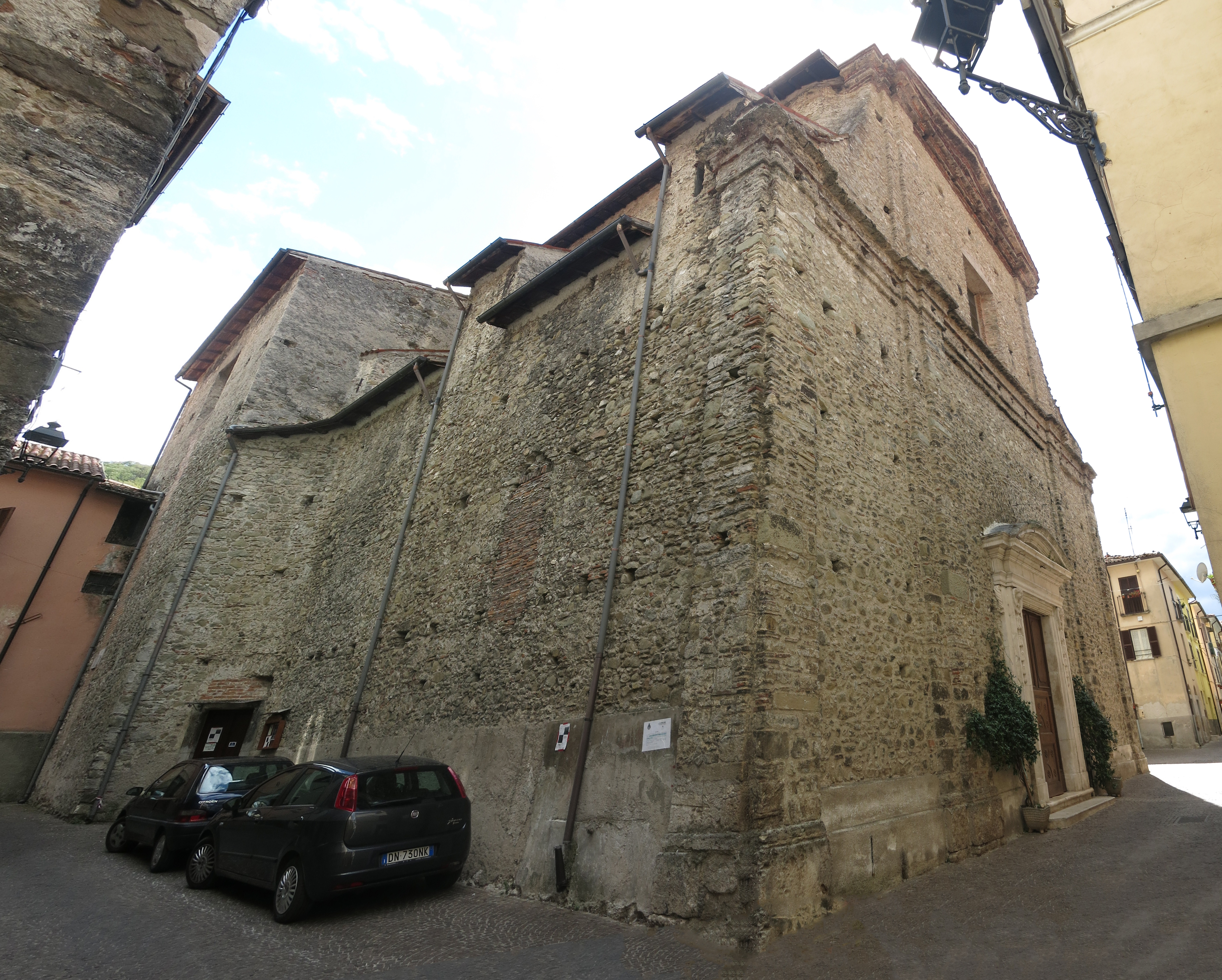
كنيسة سان ماتيو
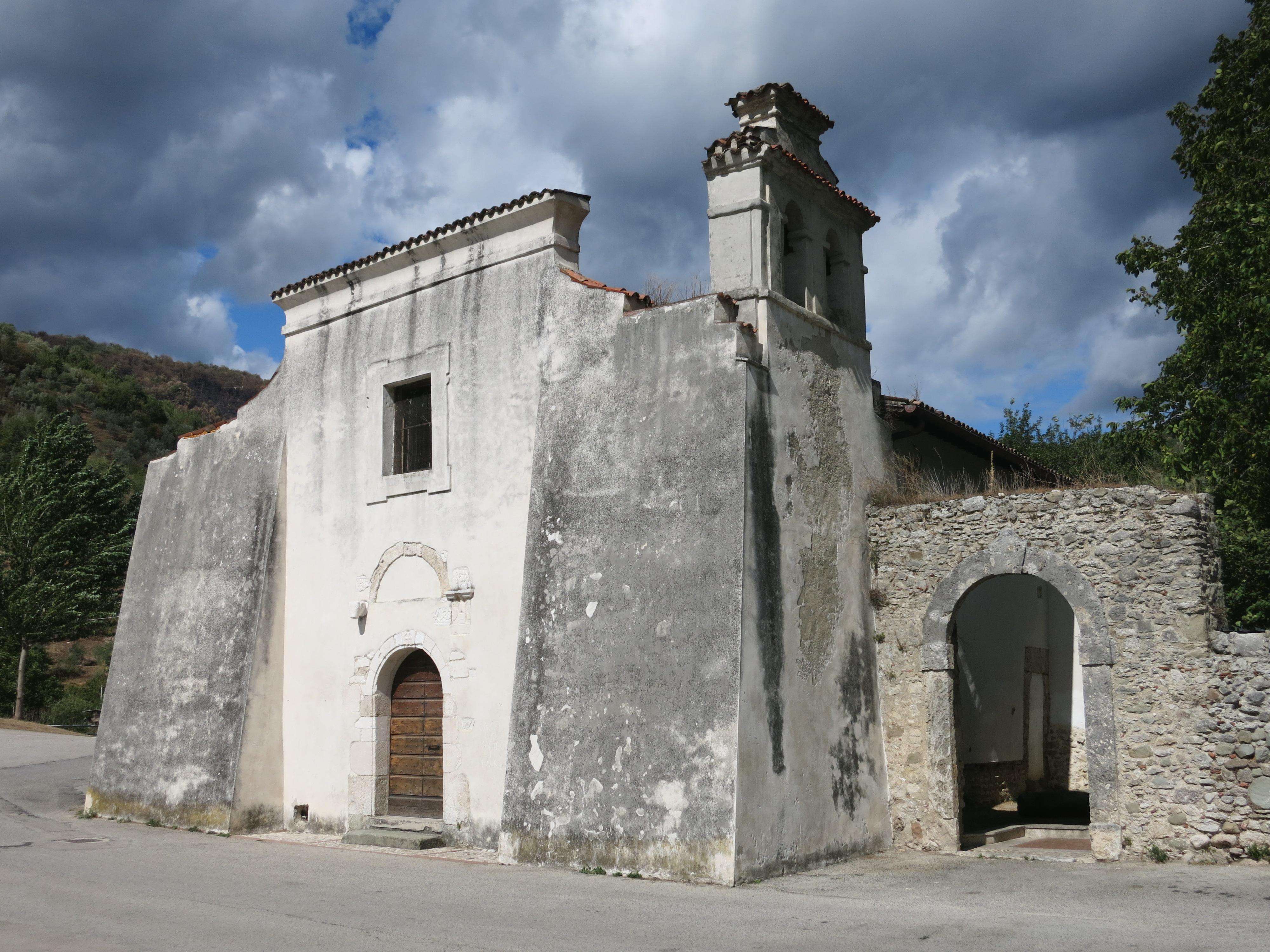
كنيسة القديس ديونيسيوس وروستيكوس وإليوثريوس

## سبل المواصلات ( النقل )
يوجد في بورجو فيلينو محطة سكة حديد في Terni–Sulmona railway وبها قطارات إلى Terni , Rieti , L'Aquila .